# Adriana Cancino
Adriana Janet Mercedes Cancino Meneses (Nancagua, 1963) es una profesora y política chilena que se desempeña como miembro de la Convención Constitucional de Chile en representación del distrito n° 16, desde julio de 2021. Por su discapacidad auditiva, es la única integrante de la Convención que posee algún tipo de discapacidad.
En 2012, debido a su pérdida auditiva, se integró a trabajar en la biblioteca del Liceo Juan Pablo II de Nancagua. Allí desarrolló un proyecto para incentivar la lectura, a través de la Universidad del Biobío. A fines de 2016 se sumó como secretaria de la Agrupación de Discapacidad de Nancagua. En 2019 fue reconocida como la «Mejor Encargada de Bibliotecas» de la región de O'Higgins.